# 富尔 (涅夫勒省)
富尔（法語：Fours）是法国涅夫勒省的一个市镇，位于该省东南部，属于希农堡（城）区。

## 地理
富尔（46°49'2"N, 3°43'10"E）面积25.53 平方千米，位于法国勃艮第-弗朗什-孔泰大區涅夫勒省，该省份为法国中部省份，北至约讷省，西北接卢瓦雷省，西接谢尔省，南至阿列省，东南接索恩-卢瓦尔省，东临科多尔省。
与富尔接壤的市镇（或旧市镇、城区）包括：泰村、塞西拉图尔、蒙唐贝尔、拉诺克勒-莫莱、雷米伊。

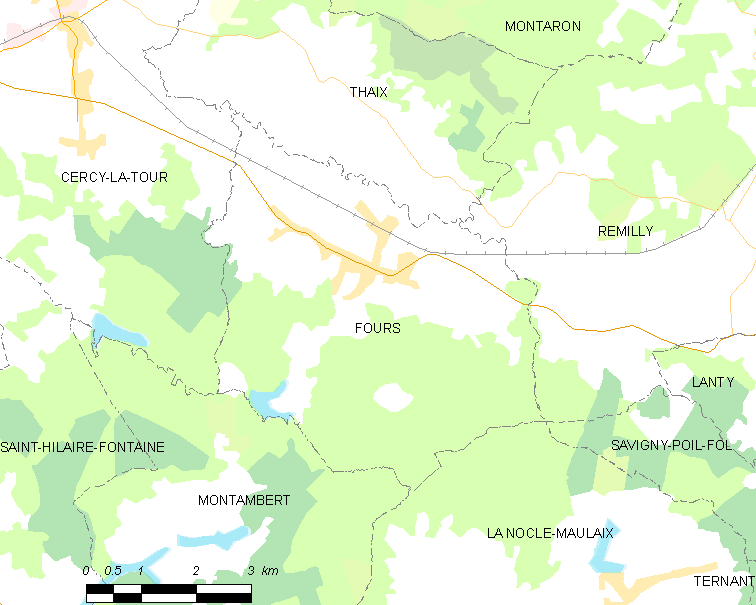
的OSM定位图

富尔的时区为UTC+01:00、UTC+02:00（夏令时）。

## 行政
富尔的邮政编码为58250，INSEE市镇编码为58118。

## 政治
富尔所属的省级选区为吕济县。

## 人口

1962-2008年间人口变化图示

富尔于2022年1月1日时的人口数量为602人。